# نيستور باريرو
نيستور باريرو (بالإسبانية: Néstor Bareiro) هو لاعب كرة قدم باراغواياني في مركز الهجوم، ولد في 11 ديسمبر 1983 في أسونسيون في باراغواي. لعب مع أوليمبو وأوليمبيا أسونسيون وروزاريو سنترال وسبورتيفو لوكوينو ونادي أوهيجينس ونادي سان لويس.